# Bois-d'Arcy
|  | Per a altres significats, vegeu «Bois-d'Arcy (Yonne)». |

Bois-d'Arcy és un municipi francès al departament d'Yvelines i a la regió de l'Illa de França. L'any 2007 tenia 13.505 habitants. Forma part del cantó de Saint-Cyr-l'École, del districte de Versalles i de la comunitat d'aglomeració Versailles Grand Parc.

## Demografia

### Població
El 2007 la població de fet de Bois-d'Arcy era de 13.505 persones. Hi havia 4.825 famílies, de les quals 1.132 eren unipersonals (465 homes vivint sols i 667 dones vivint soles), 1.311 parelles sense fills, 1.976 parelles amb fills i 406 famílies monoparentals amb fills.
La població ha evolucionat segons el següent gràfic:

### Habitatges
El 2007 hi havia 5.166 habitatges, 4.957 eren l'habitatge principal de la família, 57 eren segones residències i 152 estaven desocupats. 1.834 eren cases i 3.327 eren apartaments. Dels 4.957 habitatges principals, 3.326 estaven ocupats pels seus propietaris, 1.514 estaven llogats i ocupats pels llogaters i 118 estaven cedits a títol gratuït; 125 tenien una cambra, 478 en tenien dues, 1.601 en tenien tres, 1.552 en tenien quatre i 1.202 en tenien cinc o més. 4.388 habitatges disposaven pel capbaix d'una plaça de pàrquing. A 2.415 habitatges hi havia un automòbil i a 2.102 n'hi havia dos o més.

### Piràmide de població
La piràmide de població per edats i sexe el 2009 era:
| Homes | Edats   | Dones |
| ----- | ------- | ----- |
| 0     | 95 o +  | 4     |
| 12    | 90 a 94 | 20    |
| 20    | 85 a 89 | 60    |
| 64    | 80 a 84 | 56    |
| 104   | 75 a 79 | 100   |
| 148   | 70 a 74 | 228   |
| 208   | 65 a 69 | 240   |
| 220   | 60 a 64 | 288   |
| 288   | 55 a 59 | 252   |
| 384   | 50 a 54 | 476   |
| 424   | 45 a 49 | 388   |
| 600   | 40 a 44 | 460   |
| 556   | 35 a 39 | 508   |
| 576   | 30 a 34 | 512   |
| 589   | 25 a 29 | 444   |
| 481   | 20 a 24 | 324   |
| 392   | 15 a 19 | 388   |
| 341   | 10 a 14 | 361   |
| 384   | 5 a 9   | 464   |
| 328   | 0 a 4   | 340   |

## Economia
El 2007 la població en edat de treballar era de 9.462 persones, 7.023 eren actives i 2.439 eren inactives. De les 7.023 persones actives 6.633 estaven ocupades (3.386 homes i 3.247 dones) i 389 estaven aturades (178 homes i 211 dones). De les 2.439 persones inactives 446 estaven jubilades, 863 estaven estudiant i 1.130 estaven classificades com a «altres inactius».

### Ingressos
El 2009 a Bois-d'Arcy hi havia 4.869 unitats fiscals que integraven 12.261,5 persones, la mediana anual d'ingressos fiscals per persona era de 24.811 €.

### Activitats econòmiques
Dels 464 establiments que hi havia el 2007, 1 era d'una empresa extractiva, 5 d'empreses alimentàries, 5 d'empreses de fabricació de material elèctric, 10 d'empreses de fabricació d'altres productes industrials, 84 d'empreses de construcció, 83 d'empreses de comerç i reparació d'automòbils, 26 d'empreses de transport, 16 d'empreses d'hostatgeria i restauració, 17 d'empreses d'informació i comunicació, 13 d'empreses financeres, 18 d'empreses immobiliàries, 94 d'empreses de serveis, 64 d'entitats de l'administració pública i 28 d'empreses classificades com a «altres activitats de serveis».
Dels 132 establiments de servei als particulars que hi havia el 2009, 1 era una oficina de correu, 5 oficines bancàries, 11 tallers de reparació d'automòbils i de material agrícola, 2 tallers d'inspecció tècnica de vehicles, 1 establiment de lloguer de cotxes, 2 autoescoles, 18 paletes, 21 guixaires pintors, 8 fusteries, 9 lampisteries, 7 electricistes, 12 empreses de construcció, 10 perruqueries, 2 veterinaris, 13 restaurants, 7 agències immobiliàries, 2 tintoreries i 1 saló de bellesa.
Dels 26 establiments comercials que hi havia el 2009, 1 era, 1 un hipermercat, 1 un supermercat, 1 una gran superfície de material de bricolatge, 4 fleques, 2 carnisseries, 1 una carnisseria, 1 una peixateria, 4 botigues de roba, 1 una botiga de roba, 2 botigues de mobles, 2 botigues de material esportiu, 1 un drogueria, 2 joieries i 2 floristeries.

## Equipaments sanitaris i escolars
El 2009 hi havia 1 psiquiàtric i 4 farmàcies.
El 2009 hi havia 5 escoles maternals i 4 escoles elementals. Bois-d'Arcy disposava d'un col·legi d'educació secundària amb 598 alumnes.

## Poblacions properes
El següent diagrama mostra les poblacions més properes.